# Helga y Flora
A Helga y Flora (magyarul: Helga és Flora) chilei bűnügyi televíziósorozat, ami 2020-ben indult az chilei Canal 13 csatornán (en). június 27-én egy zárják le a sorozatot.

## Szereplők
- Alejandro Sieveking: Mr. Raymond Gamper.[3]
- Catalina Saavedra: Flora Gutiérrez.[4]
- Amalia Kassai: Helga Gunkel.[5]
- Hernán Contreras: David Acevedo.[6]
- Tiago Correa: Zacarías Llancaqueo.[7]
- Ernesto Meléndez: Ezequiel Ligman.
- Daniela Lhorente: Úrsula Millán.[8]
- Alessandra Guerzoni: Clara.
- Geraldine Neary: Eduvigis Carimán.
- Giordano Rossi: Gabriel Gamper.
- Aldo Parodi: Remigio
- Mario Ossandón: Dr. Alexander Nestroy.
- Daniel Antivilo: Atilio.
- Juan Carlos Maldonado: Attaché.
- Ernesto Gutiérrez: Inspector Aliaga.
- Isidora Loyola: Rosario.
- Lisandro Cabascango: Ramón.